# Wólka Rytelska
Wólka Rytelska – wieś w Polsce, położona w województwie mazowieckim, w powiecie sokołowskim, w gminie Ceranów. Ma status sołectwa. Obok wsi przepływa rzeczka Buczynka, dopływ Bugu.
| SIMC    | Nazwa  | Rodzaj    |
| ------- | ------ | --------- |
| 0669826 | Osowe  | część wsi |
| 0669832 | Płonne | część wsi |

W latach 1975–1998 wieś administracyjnie należała do województwa siedleckiego.
Mieszkańcy wyznania rzymskokatolickiego należą do parafii Niepokalanego Poczęcia NMP w Ceranowie.